# 约翰·霍兰 (1926年)
约翰·霍兰（英語：John Holland，1926年12月20日—1990年6月9日），新西兰男子田径运动员。他曾代表新西兰参加1948年和1952年夏季奥林匹克运动会田径比赛，其中1952年夏季奥运会获得一枚铜牌。